# La conjuració de Catilina
La conjuració de Catilina (en llatí: De coniuratione Catilinae) és la primera obra de l'historiador i polític romà Gai Sal·lusti Crisp, a més a més de la primera monografia conservada de la historiografia llatina. Juntament amb La guerra de Jugurta constitueixen les obres d'autenticitat indiscutible de l'autor que han perviscut. L'obra gira al voltant de la conspiració de Catilina l'any 63 aC (el mateix que el del consolat de Ciceró) per prendre el poder.
Pel que fa al títol, va ser escollit recentment del mateix autor, el qual anomena amb aquest nom el fet que s'explica, tant de manera directa com a través dels seus personatges. No obstant això, en els còdex més antics se l'anomena Bellum Catilinae o Catilinarium Bellum (“Guerra de Catilina” i “Guerra Catilinària”, respectivament), aplicat per contaminació amb el títol de la segona monografia en un intent de resumir-ne la menció. En altres rep el nom de Liber Catilinarius (“Llibre Catilinari”) o Catilinarius.
En canvi, les dades respecte a la data de composició són més inexactes: a causa de l'esment de Cèsar es pot deduir que s'escriví després de la mort d'aquest (les idus de març de l'any 44 aC), ja que es descriu com fou en vida. Tenint en compte que encara havia d'escriure dues obres més (de molta més extensió) es pot conjecturar que no es va acabar gaire més tard.

## Context històric i llicències
La conjuració de Catilina té lloc durant la greu crisi de la República (primera meitat del segle I aC) causada per la dictadura de Sul·la. L'agrupament que Catilina dirigia es tractava d'un dels que foren exclosos pel poder, relacionats amb els moviments radicals populars que s'oposaven a l'oligarquia del senat i que sovint es trobaven en posicions oposades violentament entre ells.
Catilina pertanyia a la Gens Sergia, una família noble que s'havia empobrit i endeutat. Es va presentar candidat a les eleccions al consolat l'any 63 aC amb el suport secret de Cèsar i Cras, que pretenien afeblir el poder de la classe noble senatorial. No obstant això, després de la tardor del mateix any, quan Catilina va començar a reclutar gent entre els grups socials més baixos, es van fer més cauts i abandonaren el suport al moviment. Alguns historiadors moderns estan d'acord que als començaments de la conspiració, davant el caràcter del programa polític de Catilina, cap dels dos seguia donant-li suport.
A causa de la seva derrota a les eleccions enfront Ciceró, va decidir dur a terme un cop d'Estat. Va reunir gent de diverses classes socials, des de nobles endeutats fins a plebeus i estrangers (com els gals al·lòbroges, inconformes amb el domini de Roma) per mitjà de la seva eloqüència (així mateix el descriu Sal·lusti: “satis eloquentiae, sapientiae parum”, 5,5: “de suficient eloqüència però escàs seny”).
L'obra conté diversos anacronismes i imprecisions que, d'una banda, pretenen justificar i defensar Cèsar contra les acusacions pel seu suport al moviment insurrecte, i per l'altra banda, per menysprear Ciceró (del qual omet accions o discursos). Això també es justifica pel fet que Sal·lusti no pretenia una acurada narració dels fets, sinó una dramatització que afavorís el seu missatge moralista. Per la mateixa raó utilitza els discursos (evidentment, inventats, car ell no va assistir a les reunions secretes de Catilina ni va comptar amb els mitjans per conèixer-ne els detalls): la dramatització aporta realisme a la narració i la fa més rica a nivell literari, ja que cal recordar que la historiografia romana no és la mateixa que l'actual, sinó que constituïa un gènere literari més.

## Context en la trajectòria de l'autor
Sal·lusti, com ell mateix explica a l'obra, s'inicià de ben jove en la política, provinent d'una família plebea benestant. Durant els seus anys en càrrecs polítics (del 54 aC, en què és nomenat qüestor, al 46 aC) va participar activament de la vida pública romana, però va estar implicat en casos de corrupció i malversació (el 50 aC va ser expulsat del senat, acusat d'immoralitat, i el 44 aC, després d'haver estar acusat de malversació, es va retirar), segons ell mateix explica, a causa de la fortalesa de la temptació enfront de la bona voluntat d'un home jove.
A partir de la seva retirada es va iniciar una segona fase en la vida de l'autor, dedicada a l'activitat com a historiador. Es decidí a escriure uns fets seleccionats i de manera aïllada, com diu, “segons em semblessin dignes de memòria", és a dir, monografies. Decideix que la primera sigui la conjuració de Catilina per la importància, duresa i perillositat que tingué el fet. Les següents, Bellum Iugurthinum i Historiae, també seguiren aquesta intenció: la primera se centra en el conflicte de la guerra de Iugurta i la segona es tracta d'un sumari inacabat dels esdeveniments de la República any per any des del 78 aC fins al 66 aC.

## Estructura i continguts

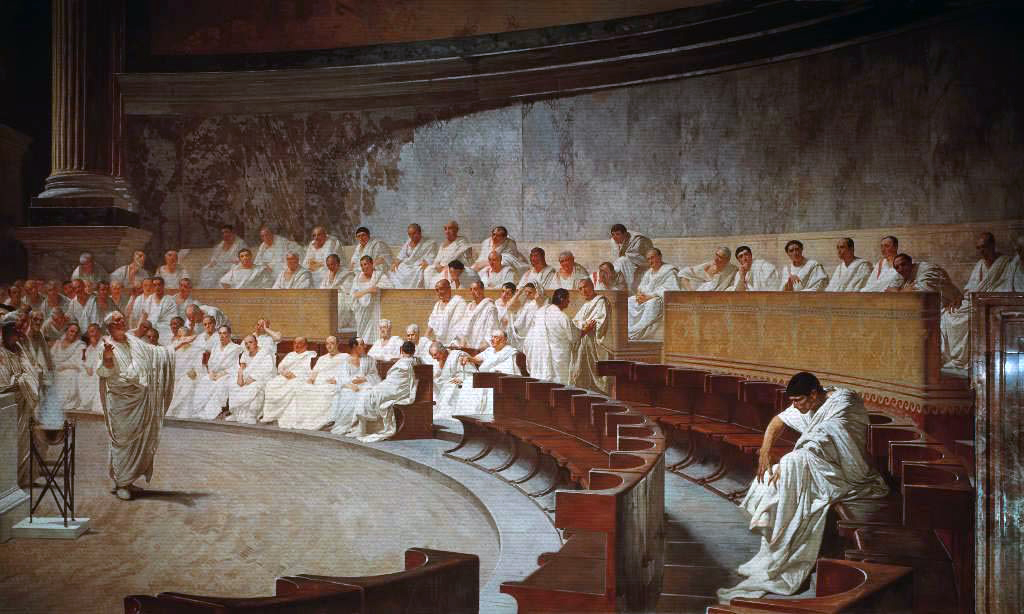
"Ciceró denuncia Catilina", Fresc de Maccari.

L'estructura de l'obra està dividida en unes parts molt concretes: el proemi (en què presenta la seva fonamentació filosòfica, una justificació històrica i exposa la seva intenció), el retrat de Catilina, diversos discursos polítics i morals (com les arengues de Catilina als seus, o els discursos de Cató i Cèsar) i, finalment, una anàlisi dels discursos pronunciats, tot indicant-ne les fonts. Aquesta estructura prové de la historiografia hel·lenística i convenç el lector en les conclusions.
- [1-4]: Superioritat de l'activitat de l'ànima sobre la del cos. Excel·lència i dificultats en la composició d'obres historiogràfiques. Excusació de Sal·lusti per la seva activitat política i raó de la seva dedicació a l'escriptura. Explicació del seu modus operandi en l'escriptura: per què decideix escriure monografies.
- [5-9]: Retrat de Catilina. Digressió sobre la història de Roma. Heroisme i virtut dels primers romans, malgrat la falta d'historiadors propis.
- [10-13]: Després de la dominació de tots els enemics per part dels romans comença la corrupció. L'ambició i l'avarícia engendren tots els vicis.
- [14-16]: Catilina s'envolta dels homes més corromputs de Roma, sobretot els joves, i decideix apoderar-se de l'Estat.
- [17-19]: Catilina convoca els seus. Memòria d'una conjuració anterior a mans d'Autroni i Pisó. Assassinat de Pisó.
- [20-22]: Arenga de Catilina als seus. Relat del que se succeí a la reunió.
- [23-25]: Fúlvia, l'estimada d'un dels implicats, divulga el projecte. Ciceró és nomenat cònsol, però Catilina continua i recluta homes i dones per al seu pla. Retrat de Semprònia.
- [26-30]: Lluita secreta entre Ciceró i Catilina. Com que fracassa en les seves candidatures al consolat s'encamina cap a la violència i la guerra. Intent d'assassinat de Ciceró. Els partidaris de Catilina aixequen un exèrcit a Etrúria. Contramesures del senat.
- [31-32]: Inquietud a la ciutat. Acusació de Ciceró a Catilina al senat. Amenaces d'aquest, abans de marxar de Roma amb la promesa de tornar amb un gran exèrcit.
- [32-35]: Missatge dels insurrectes d'Etrúria al general Marci Rex, enviat contra ells. Resposta d'aquest. Cartes de Catilina a diferents personatges de Roma intentant justificar les seves determinacions.
- [36-39] Catilina, presentant-se amb insígnies de cònsol, arma els conjurats de fora de Roma. És declarat enemic públic. Digressió sobre la situació dels partits i les causes que afavorien la conjuració, especialment entre el poble.
- [40-41]: Els conjurats de la ciutat intenten posar el poble al·lòbroge de part seva, per mitjà dels ambaixadors que havia enviat a Roma, però aquests els descobreixen.
- [42-43]: Agitació i maquinacions dels conjurats a dins i a fora de Roma.
- [44-45]: Els ambaixadors al·lòbroges, alliçonats per Ciceró, li aconsegueixen proves sobre la conjuració i els compromesos en ella.
- [46-47]: Són detinguts els principals conjurats que quedaven a la ciutat. Compareixen davant el senat i aquest mana que els arrestin en domicilis privats.
- [48-49]: Joia del poble. Acusació contra Cras i intent d'acusació contra Cèsar com a implicats a la conjuració.
- [50]: Conats d'alliberament dels conjurats arrestats. Ciceró consulta al senat sobre què s'ha de fer amb ells.
- [51]: Discurs de Cèsar en què proposa que siguin confiscats els béns dels arrestats i que aquests ingressin a presó.
- [52]: Discurs de Cató demanant que se'ls apliqui l'última pena.
- [53-54]: El senat concorda amb l'opinió de Cató. Paral·lel entre Cèsar i Cató, els dos grans homes del seu temps.
- [55]: Segons l'ordre del senat, Ciceró executa al Tul·lià els conjurats detinguts a Roma.
- [56-57]: Situació a l'exèrcit de Catilina abans i després de conèixer-se l'execució dels seus còmplices a Roma. Passa el temps al camp Pistoia, on es troba encerclat pels exèrcits enviats contra ell, i decideix enfrontar-s'hi.
- [58]: Arenga de Catilina als seus soldats.
- [59-61]: Disposició d'ambdues parts per al combat. Catilina cau lluitant, de la mateixa manera que els seus soldats. Estat del camp després de l'enfrontament i sentiments dels vencedors.

## Estil
L'estil de Sal·lusti era completament original, tant pel que fa a la composició com pel que fa al llenguatge. S'oposava als estils de Ciceró i Cèsar, que s'havien imposat i amb els quals es pensava que la llengua llatina havia arribat a la perfecció. Des del principi tingué els seus retractors: Leneu, un llibert de Pompeu, i Quintilià l'acusaren de plagiar Cató el Vell, Titus Livi el critica per les seves semblances amb la prosa Tucídides, mentre que Trogus Pompeu li recrimina (igual que a Livi) l'excessiu nombre de discursos que inclou en les seves obres. No obstant això, l'ús dels discursos, pres del seu model Tucídides, augmenten el dramatisme i mostren la tragèdia que suposava el fet narrat, tret característic de l'estil de l'autor.
Un dels elements més importants i caracteritzadors de la seva prosa és l'ús d'arcaismes (del qual ja Asini Pol·lió es queixava). Atorguen solemnitat al text, en contraposició a la lleugeresa de les estructures sintàctiques. Aquests són: 
- En adverbis, superlatius, i diverses formes nominals i verbals, es substitueix i per u: maxume, cupientissumus, lubido, aestumo.
- A les terminacions de gerundi/gerundiu de les tercera i quarta declinacions, es substitueix u per e: corrumpundum, potiundi.
- A les desinències de la segona declinació, es substitueix o per u:[14] novos, arduom.
- Després de "v", es substitueix o per u/e: voster, transvorsus, volgus, divorsi.
- Desinència de l'acusatiu plural dels temes en –i de la tercera declinació –is en lloc de –es:[15] omnis, urbis, accusantis.
- En el genitiu singular dels temes en –ius i –ium, de la segona declinació es substitueix –i per –ii: imperi, ingeni.
- La terminació de la tercera persona plural del perfet d'indicatiu és –ere en lloc d' –erunt: accepere, coepere.
- Ús de diverses formes arcaiques: quoius (cuius), quoique (cuique), quom (cum), relicuus, relicui (reliquus, reliqui), forem (essem).

Dos trets identificadors de la seva prosa, estretament lligats entre sí, són la brevitas i la variatio. La primera té com a objectiu la composició d'expressions concises, mitjançant l'ús de l'infinitiu històric i de l'el·lipsi d'elements prescindibles del text, com explicacions subordinades, conjuncions, verbs auxiliars i floridures, elements en què els textos de Ciceró eren rics. Sal·lusti utilitza frases breus en les quals sintetitzava molta informació, motiu pel qual a vegades se'n dificultava la comprensió. Aquest recurs servia també per a provocar la sorpresa, però alhora, juntament amb els altres elements per a mantenir la tensió, pot resultar pesada en la lectura. La varietat consisteix en la utilització de formes i construccions diverses, amb la qual s'aconsegueix un discurs irregular i asimètric, que dona una imatge de gravitas (serietat), que, defectuosament, pot causar manca d'agilitat. En conjunt, l'estil de Sal·lusti és vigorós i divers, en contraposició a l'estil de la profusió ampul·losa de Ciceró.

## Influències
El seu principal model i influenciador és l'historiador grec Tucídides (autor de La guerra del Peloponès), però també el seu predecessor Cató. La brevitas (les sentències breus i concises) i la variació (l'ús de diverses estructures sintàctiques per defugir els paralel·lismes i les repeticions), així com la recerca de la successió lògica dels esdeveniments (les causes i les conseqüències) i el fet de concretar els episodis històrics i els personatges a descriure ja eren presents en el model grec. D'altra banda, el sentit moralitzador, el to solemne, l'ús de formes arcaitzants i la diversitat entre registres lingüístics són presos de Cató.

## Llegat
Així com va tenir retractors, Sal·lusti també va comptar amb un gran nombre de coetanis que n'elogiaren l'obra, com Sèneca el Vell, que n'elogia la brevetat, Marcial ja l'anomena el primer romà a fer historiografia i Tàcit, que l'homenatjà.
Com a primer historiador romà, la seva influència s'allargà des de la seva pròpia contemporaneïtat fins al llarg de tota l'Antiguitat. Vel·lei Patercle, Curci Ruf i Tàcit en són els més propers inspirats. Sobretot aquest últim, que imità Sal·lusti en el mateix grau en què aquest ho feu amb Tucídides: assimilant-ne els trets sense perdre individualitat i originalitat. Pren d'ell la recerca de les causes i les conseqüències dels esdeveniments, el sentit moralitzador i el dramatisme.
Durant molt de temps Sal·lusti fou el model exemplar del gènere històric amb què els rètors estudiaven, igual que Ciceró ho fou de l'eloqüència i Virgili de la poesia. Així ho mostren diversos autors: Zenobi, un mestre grec d'època d'Hadrià, que traduí al seu idioma les obres i Lucà, geògraf, que descriu les Sirtes a la manera de l'historiador. Més tard, al segle II d.C, trobem les seves traces en autors com Frontó i Geli, que el citen amb freqüència: el primer el proposa com a model i el segon el defensa dels seus detractors. Geli, a la seva obra De viris illustribus, el presenta capdavanter de la resta d'historiadors romans.
Pel que fa a l'Antiguitat tardana, trobem que Juli Exuperanci (segle IV o V), autor de De Marii, Lepidi et Sertorii bellis civilibus, va seguir completament el model de Sal·lusti. Els escriptors cristians també l'apreciaren molt per la seva intenció moralitzadora, com Lactanci, en les seves Institucions divines, en què valora la seva distinció entre l'ànima i el cos (reflexió filosòfica del proemi de De Catilinae coniuratione) i les seves condemnes a la corrupció i l'avarícia. Per aquest mateix motiu durant els segles IX-XI, en són copiats els manuscrits a diversos monestirs d'Alemanya i França.
En el Renaixement la seva fama és reeixida a causa de la nova significació que pren el personatge de Catilina: passa a representar la tendència revolucionària d'aquells que desitgen la llibertat.

## Transmissió textual
Els més antics dels documents emprats per a la fixació dels textos daten del segle ix. El principal classificador d'aquests manuscrits fou Axel W. Ahlberg, a la seva obra Prolegomena in Sallustium. Aquest va recollir la divisió tradicional dels còdexs de les monografies en dos grups: els mutili (anomenats així per la mancança d'un fragment de De bellum Iugurthinum) i els integri (cinc còdexs en total). Els manuscrits més importants es troben en el primer grup, dividits alhora per dos grups, segons les dues fonts comunes que tenien: “χ” (dos manuscrits francesos dels segle ix, i uns altres tres còdex de finals del segle X i del segle xi) i “υ” (amb vuit còdex de diverses procedències i èpoques).
Pel que es pot reconstruir, es creu que existia el segle IX a França un còdex de l'Antiguitat que contenia totes dues monografies sal·lustianes, però amb la llacuna en la segona. No obstant això, era de relativa excel·lència i el seu text fou copiat nombroses vegades: primer a França i després a Alemanya, entre els segles IX i XII. Mentrestant aparegueren còdex sencers a Itàlia, amb els quals es completà el buit dels anteriors: aquesta combinació donà lloc a còdex de formes diverses, motiu pel qual els editors actuals es veuen obligats a utilitzar diversos còdexs per a la fixació del text.

## Traduccions catalanes
Aquesta obra disposa de dues traduccions al català publicades: la primera, en una edició de la Fundació Bernat Metge publicada l'any 1963 a càrrec de Joaquim Icart i la segona, més recent, per Xavier Patiño, publicada el 2012 per l'editorial Adesiara.